# Domenico Valinotti
 (mai 2022).
Si vous disposez d'ouvrages ou d'articles de référence ou si vous connaissez des sites web de qualité traitant du thème abordé ici, merci de compléter l'article en donnant les références utiles à sa vérifiabilité et en les liant à la section « Notes et références ».
 (mai 2022).
Le contenu est difficilement compréhensible vu les erreurs de traduction, qui sont peut-être dues à l'utilisation d'un logiciel de traduction automatique.
Domenico Valinotti (né le 17 septembre 1889 à Turin, au Piémont et mort le 10 octobre 1962 à Canelli, dans la province d'Asti, au Piémont) est un peintre italien du XXe siècle piémontais.

## Biographie
Seulement pour hauts mérite artistique a eu la chaire de figure au lycée l'Académie Albertina, où insegnò pour un vingt ans Amato et apprécié par les nombreux élèves avec lesquels a établi un lien profond spirituelle, artistique, affectif se poursuivra dans le temps.
Datent des années de immédiat après-guerre les événements qui avecdussero Domenico Valinott à Canelli[2], lorsque l'artiste a laissé la cattedra de figure au lycée de Académie Albertina de Turin et lorsque' à s'établir sur collina Sant'Antonio, villino hérité temps prima son épouse. Les appelé le cascinotto des amis et élèves de plus en plus nombreux ce frequentarono, a été le séjour de l'Artiste, que ce abitò pour le reste de sa vie, -à-dire jusqu'à l'automne de 1962.

## Expositions
Domenico Valinotti a été invité à toutes les biennales de Venise souvent à des expositions personnelles entre 1920 et 1950. Il en fut de même pour les Quadriennales romaines. Invité aux expositions internationales de Berlin, Paris, Leipzig, Munich, S. Paul du Brésil, etc. Objectif, invité, à l'Exposition internationale du 1935.
La première Expositions Posthume tenue à Turin au «Piémont artistique et culturel», du 26 janvier au 12 février 1963, révèle la continuité poste de Domenico Valinotti, faisant évident au public son honnête de artiste

## Musées
Ses travaux sont dans les grands musées de l'Italie: Galerie d'art moderne de Rome (vallée Julia), de musées civiques de Turin, Milan, Gênes, Florence, etc. a eu le prix Sambuy à la quadriennal national de Turin du 1938 pour la meilleure œuvre de peinture et le prix d'artistes à la quadriennal national de Turin du 1942. Prime Bagutta (maintenant Vergani-Spotorno) de 1958 par lui au.
La première exposition posthume tenue à Turin au «Piémont artistique et culturel», du 26 janvier au 12 février 1963, révèle la continuité poste de Domenico Valinotti, faisant évident au public son honnête de artiste.